# Афера Сералини
Афера Сералини је афера која се односи на објављивање, повлачење и поновно објављивање чланка у часопису француског молекуларног биолога Жила-Ерика Сералинија. Први пут је објављена у септембру 2012. године у часопису „Прехрамбена и хемијска токсикологија” (Food and Chemical Toxicology). Односио се на двогодишњу студију храњења пацова. Примећен је повећан број тумора код пацова који су храњени генетски модификованим кукурузом и хербицидом. Тек су накнадно научници утврдили да студија није добро замишљена, а да за њене резултате нема довољно доказа. Највеће критике су се односиле на то што се за статистику користио јако мали број пацова, а додатно што је то била врста пацова која је позната по томе што је склона јако брзом развијању тумора.
Критикован је и публицитет око објављивања чланка. Сералини је захтевао од новинара да потпишу необичан споразум о поверљивости у замену за претходни приступ чланку, забрањујући им да се саветују са другим научницима пре конференције за штампу на којој је било објављивање. Фотографије из чланка на којима су лечени пацови са великим туморима кружиле су у медијима. Француско друштво за токсиколошке патологије истакло је да, пошто се такви тумори обично налазе код старијих пацова, уврштавање тих слика третираних пацова у чланак, без приказивања контролних пацова, доводи у заблуду. Сералини је такође објавио књигу и документарни филм о студији.
Након широко распрострањене критике научника, часопис „Прехрамбена и хемијска токсикологија” повукао је рад у новембру 2013. године након што су аутори одбили да га повуку. Главни уредник рекао је да је чланак повучен јер су његови подаци неуверљиви, а закључци непоуздани. У јуну 2014. године измењена верзија чланка је поново објављена. Часопис који ју је објавио није вршио детаљну рецензију, а рецензенти су проверавали само да се научни садржај рада није променио.

## Позадина
Сералини је био професор молекуларне биологије на Универзитету у Кану, председник и суоснивач научног саветодавног одбора Комитета за истраживање и независне информације о генетском инжењерингу (Committee of Research and Independent Information on Genetic Engineering) који се противи генетски модификованој храни. Разлог његовог оснивања била је сумња у адекватност студија о генетски модификованој храни. Пре 2012. године објавио је друге радове у којима је закључено да постоје здравствени ризици од генетски модификоване хране.  2007. године учествовао је у објављивању студије где је закључено да је МОН 863, кукуруз који је развио Монсанто, изазвао здравствене проблеме код пацова као што су: промене у тежини, повећање нивоа триглицерида код женки, промене у саставу урина код мужјака и смањену функцију или оштећење у јетри, бубрезима, надбубрежној жлезди, срцу и хематопоетском систему. Европска агенција за безбедност хране (European Food Safety Authority) закључила је да су све вредности хемијске анализе крви и тежине органа биле у границама нормале за контролне животиње и да су у раду коришћене нетачне статистичке методе.
2009. године лабораторија Сералини објавила је још једну студију која је поново анализирала податке о токсичности за сојеве НК 603, МОН 810 и МОН 863. Подаци су укључивали три студије о храњењу пацова. Закључак је био да су три усева изазвала оштећење јетре, бубрега и срца код пацова. Европска агенција за безбедност хране закључила је да тврдње аутора нису поткрепљене њиховим подацима и да се многе статистичке критике на студију из 2007. године односе и на ову из 2009. године, а да студија није укључивала нове информације које би промениле закључке. Доведена је у питање и независност аутора, с обзиром да је 2010. године тело коме аутори припадају приказало материјал из студије чије су резултате аутори признали као погрешне. За резултате Сералинијеве студије из 2009. године закључено је да су случајни.
2010. године Сералини је тужио Марка Фелоуса, председника Француске асоцијације за биљну биотехнологију (French Association of Plant Biotechnology), за клевету, након што је Фелоус критиковао Сералинијево истраживање, делом зато што га је финансирао Гринпис (Greenpeace). Судија је пресудио да је оптужба за финансирање лажна. Фелоус је кажњен са 1000 евра, а Сералини је добио симболичну одштету у износу од 1 евра.
У чланку лабораторије Сералини из 2011. године закључује се да генетски модификована храна има ефекте на јетру и бубреге који су зависни од пола и дозе, и залаже се за дуже и детаљније токсиколошке тестове. Истраживање Сералини финансирале су три организације.

## Студија из 2012. године

### Детаљи студије
19. септембра 2012. године у часопису „Прехрамбена и хемијска токсикологија” објављена је студија под називом „Дугорочна токсичност Раундап хербицида и генетски модификованох кукуруза отпорног на Раундап хербицид”. Испитивао се утицај на организам пацова у периоду од две године. Студија је коштала 3,2 милиона евра, а спровели су је Сералини и његових седам колега на универзитету у Кану. Финансирана је од стране Комитета за истраживање и независне информације о генетском инжењерингу.
У истраживању је коришћено 100 мужјака и 100 женки пацова, подељених у групе на следећи начин:
- 2 контролне групе пацова подељене по полу (укупно 20) храњене конвенционалним кукурузом и чистом водом

- 6 експерименталних група пацова подељених по полу (укупно 120), храњене генетски модификованим кукурузом (третиран или нетретиран Раундап хербицидом) у размери 11%, 22% и 33% у исхрани

- 3 експерименталне групе пацова подељене по полу (укупно 60) храњене конвенционалним кукурузом, али су добијале воду у којој се налазио хербицид Раундап

У резултатима се наводи како је просечан животни век мушких пацова у контролној групи износио 624 дана, док је код женских пацова просечан животни век износио 701 дан. Свака смрт након тог периода сматрала се спонтаном смрћу услед старости. У контролним групама 2 женска и 3 мушка пацова су угинула раније, док је у неким експерименталним групама 50% до 70% пацова угинуло раније.

### Стратегија објављивања рада
Сералини, који је од раније познат по својим лоше спроведеним, али медијски добро пласираним истраживањима, организовао је конференцију за медије на дан објављивања свог рада у часопису. Сам тај потез био је чудан јер није у складу са уобичајеном праксом у научним круговима. На конференцију су били позвани само одређени новинари, а услов за присуство и објављивање онога што ће им он на конференцији рећи био је потписивање уговора којим се новинари обавезују да неће тражити експертску анализу његових резултата од других научника. Уколико би неко од новинара прекршио уговор, морао би да плати казну од неколико милиона евра. Медијску пажњу коју је добио на тој конференцији искористио је како би најавио излазак своје књиге и документарног филма у којима говори против генетски модификованих организама. Иако је он оснивач и председник невладине организације која за циљ има борбу против генетски модификованих организама, тврдио је да ту нема личних интереса.
Сералинијев приступ био је нашироко критикован. Резултат споразума о поверљивости био је то што су критички коментари изостали из првих утисака. Етички комитет француског националног центра за научна истраживања написао је да је Сералинијев приступ односима с јавношћу „неприкладан за висококвалитетну и објективну научну дебату.“  Научни новинар Карл Цимер критиковао је научне новинаре који су учествовали. Елизабет Финкел из часописа „Космос” рекла је да је уговор о поверљивости омогућио да се Сералинијева прича не спутава пре него што су стигла друга мишљења.

## Пријем

### Научна евалуација
Студију су критиковали различити регулаторни органи и научници. Уз неколико изузетака, научна заједница је одбацила студију и позвала на ригорознији систем рецензије у научним часописима.
Ова врста пацова која је коришћена у студији има животни век од око две године и висок ризик од рака током свог животног века (једна студија је закључила да је преко осамдесет процената мужјака и преко седамдесет процената женки оболело од рака у нормалним условима). Експеримент Сералини обухватио је нормалан животни век ових пацова. Што се експеримент дуже наставља, више пацова добија рак природним путем. Да би студија постигла раздвајање између природне и изазване смрти, свака контролна и тест група би морала да обухвати довољно испитаника. Смернице Организације за економску сарадњу и развој препоручују 20 пацова за студије хемијске токсичности и 50 пацова за студије канцерогености. Студија Сералини имала је само десет по групи. Том Сандерс са Краљевског колеџа у Лондону приметио је недостатак података о количини дате хране, уз напомену да су пацови подложни туморима дојке када унос хране није ограничен. Дан Чарлс приметио је да су у студији пацови који су јели 33% генетски модификоване хране развили мање тумора него они који су јели 11% генетски модификоване хране, што указује на одсуство одговора на дозу. Професор Универзитета у Калгарију Морис Молони јавно се запитао зашто је у раду било толико слика лечених пацова са ужасним туморима, али не и слика пацова контролне групе.
Многе националне агенције за безбедност хране осудиле су овај документ. Не могу се извући закључци о изазивању тумора на основу резултата који су пријављени. Сматра се да је студија коју је објавио Сералини недовољног научног квалитета за процене безбедности. Индустријско удружење европске федерације биотехнологије позвало је на повлачење документа. Шест француских националних академија (за пољопривреду, медицину, фармацију, науку, технологију и ветеринаре) издале су заједничку изјаву: „изузетно редак догађај у француској науци“,  осуђујући студију и часопис који ју је објавио. У заједничкој изјави студија је одбачена.
Белгијски савезни министар јавног здравља затражио је од Белгијског саветодавног већа за биолошку безбедност (ББАЦ) да оцени овај документ. Од ББАЦ-а је затражено да обавести министра да ли овај рад садржи нове научне информације у вези са ризицима по људско здравље. ББАЦ комитет истакао је да је дуго трајање ове студије позитиван аспект јер се већина студија токсичности генетски модификованих организама обављају у краћим периодима и закључио: ,,С обзиром на недостатке које су стручњаци идентификовали у погледу дизајна експеримента, статистичке анализе, интерпретације резултата и презентације резултата, саветодавно веће за биолошку безбедност закључује да ова студија не садржи нове научно релевантне елементе.”
Истраживање је такође критиковало Европско друштво за токсиколошке патологије (European Society of Toxicologic Pathology), које је изразило шок због начина на који су пацови у студији третирани и поставило питање да ли је студија легална за спровођење према европским законима.
Студија из 2017. године открила је да је, пошто је повучена, Сералинијева студија из 2012. године цитирана 60 пута, а да је више ових цитата било негативно (39%), него позитивно (26%).

### Одговор на критике
Сералини и његови истомишљеници бранили су студију, начин и садржај публикације и интерпретацију резултата. Сералинијева истраживачка група објавила је одговор на критике изнете у писмима објављеним у часопису „Прехрамбена и хемијска токсикологија”. Јула 2015. године Сералини објављује рад у научном часопису „Плос оне” (Plos one), тврдећи да је храна свих лабораторијских глодара садржала „опасни” ниво ГМО.
Европска мрежа научника за друштвену и еколошку одговорност (European Network of Scientists for Social and Environmental Responsibility) пружила је подршку Сералинијевом раду и спровела је накнадну студију којом је критиковала примењене критеријуме при процени студије о исхрани. Закључено је да је Европска агенција за безбедност хране применила двоструке стандарде у својим проценама.
Неки од Сералинијевих истомишљеника сматрају да је повлачење студије пример мешања индустрије у научна истраживања.

### Последице
Француски премијер  Жан-Марк Еро саопштио је да ће влада инсистирати на забрани генетски модификованог кукуруза уколико се резултати студије потврде. Француска влада тражила је од европских власти да предузму све неопходне мере за заштиту здравља људи и животиња. Европска комисија захтевала је од Европске агенције за безбедност хране да процени Сералинијеву студију. Док у септембру 2012. године Русија само привремено суспендује увоз ГМ кукуруза, у новембру исте године Кенија потпуно забрањује све ГМ усеве.

### Медији
На дан објављивања студије Сералини је одржао конференцију за штампу, на којој су били позвани само одређени новинари. Ова конференција довела је до негативног медијског извештавања о ГМ храни, посебно у Европи. Причу која покрива Сералинијеву конференцију под називом „Да, ГМО су отрови!” објављује француски часопис „Ле Ноувел Обсерватеур” (Le Nouvel Observateur).
У тексту за „Форбс” (Forbes) Хенри И. Милер закључио је да Сералини не само да није истинито известио о научним резултатима, већ је грубо нарушио и етику научника тиме што је са предоумишљајем довео јавност у заблуду. Џон Ентине из Форбеса је изјавио: „Сералинијево истраживање је аномално. Претходне рецензиране студије храњења пацова које су користиле исте производе нису откриле негативне утицаје на безбедност хране.” Тим научника са Универзитета у Нотингему је 2012. године објавио преглед неколико студија ГМ хране, при чему су закључили да не постоје докази о опасности по здравље.
Саопштење о контроверзи, које је потписало 140 француских научника, објављено је у часопису „Ле Монд” (Le Monde). У саопштењу пише: „..Дубоко смо шокирани сликом наше заједнице коју ова полемика даје грађанима. Многе претње нашој планети открили су појединачни научници, а затим их потврдила многа истраживања научне заједнице. У овом случају, било би ефикасније спровести истраживање о здравственим и еколошким ризицима од ГМО и пестицида, побољшати токсиколошке протоколе који се користе пре уласка на тржиште и финансирати различите истраживаче у овој области него стварати сукобе између два табора базирана на предрасудама и идеологијама. Мислимо да наша заједница треба да памти прошле грешке...”

## Повлачење студије
Након свих критика, Сералини и сарадници остали су при својим закључцима. У новембру 2013. године „Елсевиер” (Elsevier) објављује да часопис „Прехрамбена и хемијска токсикологија” повлачи рад. Закључак аутора је да су резултати студије неубедљиви, иако нема „доказа о превари или намерном лажном представљању података”. Главни уредник часописа „Прехрамбена и хемијска токсикологија” дао је следеће образложење: „Изјава о повлачењу могла је да буде јаснија. Подаци су неубедљиви, па је тврдња (тј. закључак) да ГМО кукуруз има везу са раком непоуздана. Др Сералини заслужује да сматрамо да је до овог непоузданог закључка дошло искреном грешком. Прегледом података је јасно да није било недоличног понашања. Међутим, да будемо врло јасни, повлачи се цео рад, уз тврдњу да постоји дефинитивна веза између ГМО и рака. Др Сералини је чврсто веровао да су његови закључци тачни. У нашој анализи, његови закључци се не могу утврдити из података изнесених у овом чланку.” 
Сералини и његови истомишљеници су се снажно успротивили повлачењу студије. Сералини је запретио тужбом часопису „Прехрамбена и хемијска токсикологија”.

## Републикација
Часопис „Науке о животној средини Европе” (Environmental Sciences Europe) објављује Сералинијев рад годину дана након што је повучен. У раду ништа суштински није измењено, а разлике у односу на оригиналан рад нису велике и односе се на начин на који су подаци анализирани. Додати су неки подаци који су недостајали, али ни у овом раду се не налазе слике пацова из контролне групе који су развили туморе. Сералини је на конференцији за штампу поводом републикације рада тврдио да је рад прошао стручну рецензију пре објављивања, иако то није био случај. Уредник часописа изјавио је да је разлог поновног објављивања рада жеља да добијени подаци буду доступни научној јавности.
Поновним објављивањем обновљене су дилеме везане за Сералинијев рад, а мишљења научне јавности остала су подељена.